# Sulam
Sulam ist ein in São Paulo (Brasilien) ansässiges Unternehmen im Bereich von Automobilen und Fahrzeugtuning.

## Geschichte
Das Unternehmen wurde 1973 (nach eigenen Angaben 1978) von Martin Osvaldo Diaz als Sulam Equipamentos Esportivos Ltda. gegründet. Es begann mit der Konstruktion, dem Bau, dem Vertrieb und dem Einsatz von motorisierten Karts für den Kartsport. Auf einem Kart der Marke Sulam errang der spätere Formel-1-Weltmeister Ayrton Senna seinen ersten nationalen Meistertitel im Motorsport.
Im Jahr 1978 wurde auf dem 11. Salão do Automóvel das Modell SR/T präsentiert, bei dem es sich um eine verlängerte Version des Ford Corcel handelte.
Zwei Jahre später folgten Cabriolet-Versionen des VW Gol und des Fiat 147. Das letztgenannte Modell wurde als Sulam 130 SC vom Pick-up Fiat Fiorino abgeleitet. Ebenso wurde eine Cabriolet-Version des VW Käfers präsentiert. Von diesem Cabriolet wurden im Laufe der 1980er Jahre rund 60 Stück hergestellt. Bei der Feierstunde zum erneuten Start der brasilianischen Käferproduktion im Jahr 1993 fuhren Pierre-Alain de Smedt (Präsident von Autolatina), Itamar Franco und José Ignacio López in einem Umbau von Sulam vor.
Auf dem  12. Salão do Automóvel 1981 folgten drei weitere Modelle: zwei Volkswagen Voyage, als Cabriolet und als Targa-Version mit Schrägheck – die Voyage-Sul genannt wurde – und ein VW Passat als Limousine.
Im Jahr 1983 präsentierte Sulam seinen ersten umgebauten und veredelten Pick-up. Es handelte sich um einen Chevrolet C-10 mit Doppelkabine, gekürztem Radstand und einem höhergesetzten Fahrwerk, wobei sich die Modellbezeichnung Blazer am gleichnamigen Modell für den nordamerikanischen Markt orientierte.
Im Jahr 1984 produzierte Sulam bereits sein 1000. Fahrzeug. Zu den in diesem Jahr vorgestellten sechs Modellen gehörten Cabriolet-Versionen des Chevrolet Monza und des Ford Escort. Auf dem 13. Salão do Automóvel wurde zudem eine Nachbildung des Audi Quattro präsentiert. Er basierte auf dem zweitürigen VW Passat und verfügte über eine aus größtenteils aus Kunststoffkomponenten bestehende Karosserie. Der Motor hatte einen Hubraum von 2048 cm³ und 122 PS, die – anders als beim Vorbild – nur über die Vorderräder übertragen wurden. Hinzu kam ein Cabriolet auf Basis des Fiat Uno. Die letzten beiden Neuheiten waren der Caravan Executive und der Super Chevy, bei denen es sich um einen veredelten Lieferwagen bzw. Pick-up auf Chevrolet-Basis handelte.
Zwei Jahre später (1986) kamen der baja bug auf Basis des VW Käfer und der Blazer 4 mit Platz für elf Passagiere hinzu. In der Folgezeit konzentrierte sich Sulam auf Pick-up-Modelle: So wurde 1988 der Blazer S als Variante des 1983 eingeführten Modells präsentiert. Auch Ford F-1000 wurden veredelt und umgebaut. Ab 1989 wurden den Modellen neue Namen zu geordnet. Die Ford-Umbauten firmierten als Nebraska (Doppelkabine) und Dakota (Blazer), während die GM-Modelle unter Kentucky (Doppelkabine), Nevada (Blazer) und Topeka (der frühere Blazer S) geführt wurden.
Ende 1990 kam der Pick-up Cross/Trail auf Chevrolet-Basis hinzu, der einen um 33 cm gekürzten Radstand aufwies.
Erst 2001 wurde wieder ein neues Fahrzeug präsentiert – dieses Mal ein zweisitziges Cabriolet des Ford Ka, das den Namen Kabriolet erhielt. Drei Jahre später präsentierte Sulam erneut ein VW Käfer Cabriolet mit hochwertiger Innenausstattung.
Bereits in den 1990er Jahren setzte Sulam auf Diversifizierung und begann mit dem Verkauf von Anbausätzen, Lederausstattungen und später auch Fahrzeugpanzerungen. Zudem produzierte Sulam Krankenwagen und war zeitweise auch Händler für Volkswagen und Fiat.